# Festival de la Cançó d'Eurovisió 2017
El LXII Festival de la Cançó d'Eurovisió es va celebrar a la ciutat ucraïnesa de Kíiv, els dies 9, 11 i 13 de maig de 2017, després que el seu representant Jamala obtingués la victòria amb la cançó «1944» en l'edició del 2016. Aquesta serà la segona vegada que el concurs se celebri en territori ucraïnès, després de l'edició del 2005 després de la seva victòria el 2004.
El guanyador va ser Salvador Sobral, que representava a Portugal amb el tema «Amar pelos dois». La cançó va guanyar les dues votacions; va obtenir 382 del jurat i 376 del televot. Aquest territori ha estat el país en romandre més temps sense guanyar (48 edicions), ja que, des del seu debut el 1964, no havia guanyat cap vegada.
El lema d'aquesta edició serà Celebrate Diversity («Celebra la diversitat» en català). El lema ve acompanyat d'un logotip basat en els collarets tradicionals ucraïnesos coneguts com a "Namysto", que en emprar comptes amb diferents dissenys simbolitzen «tant la diversitat com la individualitat», segons paraules dels organitzadors.
El 31 d'octubre de 2016 es va confirmar la llista de països participants en el festival, amb un total de 43, igualant el rècord de participants aconseguit en 2008 i 2011. Portugal i Romania tornaran després d'un any d'absència. Per la seva banda, Bòsnia i Hercegovina, que havia tornat a 2016, s'ha retirat a causa de problemes financers.
Itàlia va ser la gran favorita del festival, seguida per Portugal, Bulgària i Suècia, i en menor mesura, Bèlgica, Austràlia, Armènia i França. Després de les semifinals i poc abans de la final, Portugal i Moldàvia van pujar en les apostes. Al final, Portugal es va declarar campió d'Eurovisió 2017, seguit de Bulgària, Moldàvia, Bèlgica i Suècia. L'únic veí de Portugal, Espanya, va quedar en l'última posició.

## Seu del Festival
Un cop finalitzat el Festival de 2016, el cap de la NTU i la cap de la delegació d'Ucraïna, Viktoria Romanova, van afirmar, el 18 de maig 2016, que la primera reunió organitzativa del concurs es duria a terme abans del 8 de juny de 2016, reunió en la qual la Unió Europea de Radiodifusió (UER) i la NTU repassarien els requisits tècnics per al concurs, així com l'eventual formació requerida perquè el concurs pugui celebrar-se a Ucraïna. Romanova també va anunciar que la seu seria anunciada durant l'estiu.
El 23 de juny de 2016, la NTU i el Govern d'Ucraïna van llançar formalment el procés de licitació perquè les ciutats interessades a acollir el concurs del 2017 presentin la seva candidatura. Els criteris de selecció van ser definits per un Comitè Organitzador local nomenat pel Govern i encapçalat pel primer ministre ucraïnès Volodímir Hròisman. Les ciutats que van expressar un interès inicial en ser la ciutat seu del festival i les quals van ser triades per aspirar a acollir el festival van ser Khàrkiv, Dniprò, Kherson, Kíev, Lviv i Odessa.
El 23 de juny de 2016, la NTU anunciar les condicions que havien de complir les ciutats i recintes candidats per albergar el festival:
- El recinte seu ha de tenir un aforament mínim de 7 000 espectadors, idealment hauria de ser d'almenys 10 000 espectadors.
- El recinte seu ha d'estar teulada.
- El centre de premsa ha de poder acomodar almenys 1 550 periodistes de tot el món.
- La ciutat seu ha de tenir accés a un aeroport internacional amb bona comunicació entre l'aeroport i la ciutat.
- S'ha de proporcionar un recinte amb un aforament d'almenys 3 000 persones per a les festes de benvinguda i comiat.
- Les ciutats han de proporcionar un programa social al costat de la candidatura que demostri l'hospitalitat, originalitat, els valors culturals i la identitat de la ciutat i d'Ucraïna.

El procés de licitació, que va comptar amb quatre fases entre el 24 de juny i el 27 de juliol de 2016, es va detallar de la següent manera:
- 8 juliol 2016: data límit per preparar les candidatures oficials.
- 15 juliol 2016: el grup de treball anuncia les candidatures que compleixen els requisits de recinte, hotels d'allotjament oficials, connexions de transport a la ciutat i amb destinacions internacionals.
- 18-22 de juliol de 2016: les ciutats candidates van presentar la seva candidatura davant del Comitè Organitzador; tres ciutats candidates van ser triades finalistes i les seves candidatures van ser entregades a la Unió Europea de Radiodifusió.
- 22-27 de juliol de 2016: inspecció de les ciutats finalistes per part de la UER i membres del Comitè Organitzador i conferència de premsa per anunciar la ciutat amfitriona d'Eurovisió 2017.

Abans de l'inici del procés de licitació, les ciutats de Txerkassi, Irpin, Újhorod i Vínnitsia també havien expressat el seu interès a acollir el concurs, però finalment no van entrar en el procés de licitació. El ministre de Cultura, Yevhen Nyshchuk, va declarar que no existia un lloc apropiat per al concurs a Ucraïna, el que es suggeria la construcció d'una nova seu o una remodelació significativa d'una existent.
El 22 de juliol de 2016, la llista es va reduir a les candidatures de Kíev, Odessa i Dniprò com a finalistes. La UER va anunciar el 30 de juliol que la ciutat seu s'anunciaria «al moment oportú», en lloc de l'1 d'agost, i el supervisor executiu del festival Jon Ola Sand va declarar que la UER «realment vol trobar el temps necessari per a arribar a la decisió correcta».
El 25 d'agost, una hora abans de la declaració de la ciutat seu, la NTU va posposar la conferència per quarta vegada, a causa de la necessitat d'examinar més a fons els detalls pel que fa a la decisió. L'alcalde de Dniprò, Boris Filatov, va declarar que el país «ha perdut gairebé dos mesos valuosos» en el procés de licitació, tot considerant la decisió de posposar l'anunci per quarta vegada una «vergonya» i una «desgràcia». Després d'això, Zurab Alasania, director de NTU, va anunciar que Dniprò estava formalment fora de la competició, i que era una decisió entre Odessa i Kíev encara que, oficialment, Dniprò seguia estant dins de la competició. Després de dies de retard en la declaració de la ciutat seu, la NTU anunciar el 8 de setembre que la ciutat seu s'anunciaria l'endemà a les 13.00 EEST, i es va revelar que, tot i que diversos mitjans havien anunciat anteriorment que Odessa celebraria el festival, seria Kíev qui organitzaria el certamen.
     Ciutats finalistes      Ciudat sede
| Ciutat  | Seu                                 | Capacitat      | Informació |
| ------- | ----------------------------------- | -------------- | --- |
| Dnipró  | DniproEuroArena                     | 6.000-9.500    | La proposta incloïa la reconstrucció de l'Estadi Meteor, rebatejat com a «DniproEuroArena», i incloïa la construcció d'un sostre. Les obres haguessin estat planejades per acabar-se en març de 2017.                                                                                    |
| Khàrkiv | Estadi Metalist                     | 40.000         | Seu de l' Eurocopa 2012. Hagués requerit obres de remodelació significatives, incloent la construcció d'un sostre. |
| Kherson | Sala de concerts «Yubileyniy»       | 1.600          | La proposta inclou l'expansió i construcció del recinte, treballs que haguessin requerit 7-8 mesos. |
| Kíev    | Palau dels Esports                  | 10.000         | Seu del Festival de la Cançó d'Eurovisió 2005 i del Festival de la Cançó d'Eurovisió Junior 2009. Podia no estar disponible per als preparatius del certamen ja que l'estadi acollirà part del torneig d'hoquei sobre gel Divisió I del Campionat del Món 2017 entre el 22 i 28 d'abril. |
| Kíev    | Centre Internacional d' Exposicions | 13.000         | Va ser inclòs en la proposta com a reserva en cas que el Palau dels Esports no estigués disponible. Kíev va confirmar el 24 agost 2016 que preferiria organitzar el concurs en aquest recinte si era triat ciutat seu.                                                                   |
| Lviv    | Arena Lviv                          | 35.000         | Seu de l'Eurocopa 2012. Hagués requerit treballs de construcció significatius, incloent l'addició d'un sostre. |
| Lviv    | Arena per construir                 | Per determinar | Arena inacabada originalment planejada per l'Eurobasket 2015 les obres estaven al 25% quan es van parar. |
| Odessa  | Estadi Chernomorets                 | 34.164         | Requeria obres de remodelació significatives, incloent la construcció d'un sostre. |

### Dates proposades
Les dates previstes per al concurs van ser anunciades el 14 de març de 2016 en una reunió de caps de delegacions a Estocolm, amb les semifinals que tindrien lloc el 16 i 18 de maig i la final el 20 de maig de 2017. Aquestes dates preliminars van ser elegides per la UER per evitar coincidir amb qualsevol gran esdeveniment televisiu o esportiu que tingui lloc en aquest període. Aquestes van ser canviades posteriorment per la UER amb les semifinals previstes per al 9 i 11 de maig i la final el 13 de maig. Això va ser a causa d'una petició de NTU perquè les dates anteriors coincidien amb el dia commemoratiu de les víctimes del genocidi dels tàrtars de Crimea el 18 de maig. Les actuals dates coincideixen amb la segona etapa de les semifinals de la Lliga de Campions de la UEFA 2016-17 i la Lliga Europa de la UEFA 2016-17. També es va plantejar la possibilitat amb les semifinals el 23 i 25 de maig i la final el dia 27, per evitar la coincidència amb les competicions de la UEFA i així la NTU tingués més temps per organitzar l'esdeveniment. Les dates oficials, finalment, van ser confirmades pel 9, 11 i 13 de maig.

### Identitat visual
Com és costum, com a acompanyament de l'isotip genèric d'Eurovisió, l'organització d'aquesta edició va crear una identitat visual pròpia per al desenvolupament del Festival, la qual va ser presentada el 30 de gener de 2017. L'emblema principal d'aquesta edició, creat per les agències creatives Republique i Banda, és una interpretació moderna dels collarets tradicionals ucraïnesos coneguts com a Namysto, que són emprats com a amulet protector i símbol de bellesa i salut. Segons les agències creadores, cada compte d'aquests collarets és única en disseny i forma, de manera que «simbolitzen un missatge que ressona al Festival d'Eurovisió; tots nosaltres som veritablement únics, i estem entrellaçats per la connexió comuna de l'amor per la música». Al costat del logo, s'utilitza el lema «Celebrate Diversity» («Celebra la diversitat» en espanyol). La infografia, la decoració i el marxandatge entre altres aspectes giraran al voltant d'aquest concepte artístic.
El disseny de l'escenari s'ha encarregat a l'escenògraf alemany Florian Wieder, qui ja havia estat darrere de la creació dels escenaris de les edicions del festival de Düsseldorf 2011, Bakú 2012, i Viena 2015, així com de diverses gales de premis de la MTV o del concurs The X Factor, entre altres treballs. L'escenari consistirà en una plataforma principal circular amb terra de pantalla LED, emmarcada per una estructura en forma d'arc amb formes corbes i superfície en tons metal·litzats, i una gran pantalla LED com a fons per crear diferents ambients. Enfront de la plataforma principal hi haurà una plataforma satèl·lit més petita al mig del públic.

## Països participants

Països participants que es van classificar per a la final.
Països participants que no es van classificar per a la final.
Països que hi van participar al passat però no el 2017.

La llista oficial de participants es va donar a conèixer el 31 octubre del 2016 totalitzant 43 països inscrits, amb la qual cosa s'igualava el rècord de participants establert en els festivals del 2008 i 2011. Cal destacar els retorns de Portugal i Romania després de la seva absència en l'edició del 2016, mentre que Bòsnia i Hercegovina es va retirar per problemes financers.

### Cançons i selecció
Els següents països han confirmat provisionalment la seva participació:
| País i TV              | Títol original de la cançó                  | Artista(es)                       | Proces i data de selecció                                                        |
| País i TV              | Traducció al català                         | Idioma(es)                        | Proces i data de selecció                                                        |
| ---------------------- | ------------------------------------------- | --------------------------------- | -------------------------------------------------------------------------------- |
| Albània RTSH           | «World»                                     | Lindita Halimi                    | Festivali i Këngës 55, 23-12-2016                                                |
| Albània RTSH           | Món                                         | Anglès                            | Festivali i Këngës 55, 23-12-2016                                                |
| Alemanya NDR           | «Perfect life»                              | Levina                            | Unser Song 2017, 09-02-2017                                                      |
| Alemanya NDR           | Vida perfecta                               | Anglès                            | Unser Song 2017, 09-02-2017                                                      |
| Armènia AMPTV          | «Fly with me»                               | Artsvik                           | Depi Evratesil, 24-12-2016 Presentació de la cançó, ??-??-2017                   |
| Armènia AMPTV          | Vola amb mi                                 | Anglès                            | Depi Evratesil, 24-12-2016 Presentació de la cançó, ??-??-2017                   |
| Austràlia SBS          | «Don't Come Easy»                           | Isaiah Firebrace                  | Elecció interna, 07-03-2017                                                      |
| Austràlia SBS          | No venen fàcil                              | Anglès                            | Elecció interna, 07-03-2017                                                      |
| Àustria ORF            | «Running on air»                            | Nathan Trent                      | Presentació de la cançó, 28-02-2017 (cantant escollit internament, 19-12-2016)   |
| Àustria ORF            | Corrent per l'aire                          | Anglès                            | Presentació de la cançó, 28-02-2017 (cantant escollit internament, 19-12-2016)   |
| Azerbaidjan İctimai    | «Skeletons»                                 | Dihaj                             | Presentació de la cançó, ??-??-2017 (cantant escollit internament, 05-12-2016)   |
| Azerbaidjan İctimai    | Esquelets                                   | Anglès                            | Presentació de la cançó, ??-??-2017 (cantant escollit internament, 05-12-2016)   |
| Bèlgica RTBF           | «City lights»                               | Blanche                           | Presentació de la cançó, 08-03-2017 (cantant escollit internament, 22-11-2016)   |
| Bèlgica RTBF           | Llums de la ciutat                          | Anglès                            | Presentació de la cançó, 08-03-2017 (cantant escollit internament, 22-11-2016)   |
| Belarús BRTC           | «Historyja majho žyccia (Story of My Life)» | Naviband                          | EuroFest 2017,20-01-2017                                                         |
| Belarús BRTC           | Història de la meva vida                    | Belarús                           | EuroFest 2017,20-01-2017                                                         |
| Bulgària BNT           | «Beautiful Mess»                            | Kristian Kostov                   |                                                                                  |
| Bulgària BNT           | Bonic desordre                              | Anglès                            |                                                                                  |
| Xipre CyBC             | «Gravity»                                   | Hovig                             | Presentació de la cançó, 01-03-2017 (cantant escollit internament, 21-10-2016)   |
| Xipre CyBC             | Gravetat                                    | Anglès                            | Presentació de la cançó, 01-03-2017 (cantant escollit internament, 21-10-2016)   |
| Croàcia HRT            | «My friend»                                 | Jacques Houdek                    | Presentació de la cançó, 02-03-2017 (cantant escollit internament, 17-02-2017)   |
| Croàcia HRT            | El meu amic                                 | Anglès i Italià                   | Presentació de la cançó, 02-03-2017 (cantant escollit internament, 17-02-2017)   |
| Dinamarca DR           | «Where I am»                                | Anja Nissen                       | Dansk Melodi Grand Prix 2017, 25-02-2017                                         |
| Dinamarca DR           | On estic                                    | Anglès                            | Dansk Melodi Grand Prix 2017, 25-02-2017                                         |
| Eslovènia RTVSLO       | «On my way»                                 | Omar Naber                        | EMA 2017, 24-02-2017                                                             |
| Eslovènia RTVSLO       | En camí                                     | Anglès                            | EMA 2017, 24-02-2017                                                             |
| Espanya TVE            | «Do it for your lover»                      | Manel Navarro                     | Objetivo Eurovisión, 11-02-2017                                                  |
| Espanya TVE            | Fes-ho per la teva estimada                 | Anglès i castellà                 | Objetivo Eurovisión, 11-02-2017                                                  |
| Estònia ERR            | «Verona»                                    | Koit Toome & Laura                | Eesti Laul 2017, 04-03-2017                                                      |
| Estònia ERR            | Verona                                      | Anglès                            | Eesti Laul 2017, 04-03-2017                                                      |
| Finlàndia YLE          | «Blackbird»                                 | Norma John                        | UMK 2017, 28-01-2017                                                             |
| Finlàndia YLE          | Merla                                       | Anglès                            | UMK 2017, 28-01-2017                                                             |
| França France 2        | «Requiem»                                   | Alma                              | Elecció interna, 09-02-2017                                                      |
| França France 2        | Rèquiem                                     | Francès                           | Elecció interna, 09-02-2017                                                      |
| Geòrgia GPB            | «Keep the faith»                            | Tako Gachechiladze                | Final nacional, 20-01-2017                                                       |
| Geòrgia GPB            | Mantingues la fe                            | Anglès                            | Final nacional, 20-01-2017                                                       |
| Grècia ERT             | «This Is Love»                              | Demy                              | Presentació de la cançó, 10-03-2017 (cantant escollida internament, 13-01-2017)  |
| Grècia ERT             | Això és amor                                | Anglès                            | Presentació de la cançó, 10-03-2017 (cantant escollida internament, 13-01-2017)  |
| Hongria MTVA           | «Origo»                                     | Pápai Joci                        | A Dal, 18-02-2017                                                                |
| Hongria MTVA           | Origo                                       | Hongarès                          | A Dal, 18-02-2017                                                                |
| Irlanda RTÉ            | «Dying to try»                              | Brendan Murray                    | Presentació de la cançó, ??-??-2017 (cantant escollit internament, 16-12-2016)   |
| Irlanda RTÉ            | Morint per intentar-ho                      | Anglès                            | Presentació de la cançó, ??-??-2017 (cantant escollit internament, 16-12-2016)   |
| Islàndia RÚV           | «Paper»                                     | Svala                             | Söngvakeppnin 2017, 11-03-2017                                                   |
| Islàndia RÚV           | Paper                                       | Anglès                            | Söngvakeppnin 2017, 11-03-2017                                                   |
| Israel IBA             | «I Feel Alive»                              | Imri Ziv                          | HaKokhav HaBa, 13-02-2017                                                        |
| Israel IBA             | Em sento viu                                | Anglès                            | HaKokhav HaBa, 13-02-2017                                                        |
| Itàlia RAI             | «Occidentali's karma»                       | Francesco Gabbani                 | Festival de la Canción de San Remo 2017, 11-02-2017                              |
| Itàlia RAI             | Karma occidental                            | Italià                            | Festival de la Canción de San Remo 2017, 11-02-2017                              |
| Letònia LTV            | «Line»                                      | Triana Park                       | Supernova, 26-02-2017                                                            |
| Letònia LTV            | Linea                                       | Anglès                            | Supernova, 26-02-2017                                                            |
| Lituània LRT           | «Rain of revolution»                        | Fusedmarc                         | Eurovizijos, 11-03-2017                                                          |
| Lituània LRT           | Pluja de revolució                          | Anglès                            | Eurovizijos, 11-03-2017                                                          |
| ARI de Macedònia MRT   | «Dance alone»                               | Jana Burčeska                     | Presentació de la canço, ??-??-2017 (cantant escollit internament, 21-11-2016)   |
| ARI de Macedònia MRT   | Ballar sola                                 | Anglès                            | Presentació de la canço, ??-??-2017 (cantant escollit internament, 21-11-2016)   |
| Malta PBS              | «Breathlessly»                              | Claudia Faniello                  | Malta Eurovision Song Contest 2017, 18-02-2017                                   |
| Malta PBS              | Sense alè                                   | Anglès                            | Malta Eurovision Song Contest 2017, 18-02-2017                                   |
| Moldàvia TRM           | «Hey, Mamma»                                | SunStroke Project                 | O Melodie Pentru Europa, 25-02-2017                                              |
| Moldàvia TRM           | Hola, Mamà!                                 | Anglès                            | O Melodie Pentru Europa, 25-02-2017                                              |
| Montenegro RTCG        | «Space»                                     | Slavko Kalezić                    | Presentació de la cançó, 08-03-2017 (cantant escollit internament, 29-12-2016)   |
| Montenegro RTCG        | Espai                                       | Anglès                            | Presentació de la cançó, 08-03-2017 (cantant escollit internament, 29-12-2016)   |
| Noruega NRK            | «Grab the Moment»                           | JOWST                             | Melodi Grand Prix 2017, 11-03-2017                                               |
| Noruega NRK            | Atrapar el moment                           | Anglès                            | Melodi Grand Prix 2017, 11-03-2017                                               |
| Països Baixos AVROTROS | «Lights and Shadows»                        | O'G3NE                            | Presentació de la cançó, 03-03-2017 (cantants escollits internament, 29-10-2016) |
| Països Baixos AVROTROS | Llums i ombres                              | Anglès                            | Presentació de la cançó, 03-03-2017 (cantants escollits internament, 29-10-2016) |
| Polònia TVP            | «Flashlight»                                | Kasia Moś                         | Krajowe Eliminacje 2017,18-02-2017                                               |
| Polònia TVP            | Llanterna                                   | Anglès                            | Krajowe Eliminacje 2017,18-02-2017                                               |
| Portugal RTP           | «Amar pelos dois»                           | Salvador Sobral                   | Festival da Canção 2017, 05-03-2017                                              |
| Portugal RTP           | Amar pels dos                               | Portuguès                         | Festival da Canção 2017, 05-03-2017                                              |
| Regne Unit BBC         | «Never give up on you»                      | Lucie Jones                       | Eurovision: You Decide, 27-01-2017                                               |
| Regne Unit BBC         | Mai renunciaré a tu                         | Anglès                            | Eurovision: You Decide, 27-01-2017                                               |
| Txèquia ČT             | «My turn»                                   | Martina Bárta                     | Presentació de la cançó, ??-??-2017 (cantant escollit internament, 15-02-2016)   |
| Txèquia ČT             | El meu torn                                 | Anglès                            | Presentació de la cançó, ??-??-2017 (cantant escollit internament, 15-02-2016)   |
| Romania TVR            | «Yodel it»                                  | Ilinca & Alex Florea              | Selecției Naționale 2017,05-03-2017                                              |
| Romania TVR            | Iòdel!                                      | Anglès                            | Selecției Naționale 2017,05-03-2017                                              |
| Rússia C1R             | «Flame Is Burning»                          | Yuliya Samoylova                  | Elecció interna ??-??-2017                                                       |
| Rússia C1R             | La flama està ardent                        | Anglès                            | Elecció interna ??-??-2017                                                       |
| San Marino SMRTV       | «Spirit of the night»                       | Valentina Monetta & Jimmie Wilson | Elecció interna ??-??-2017                                                       |
| San Marino SMRTV       | Esperit de la nit                           | Anglès                            | Elecció interna ??-??-2017                                                       |
| Sèrbia RTS             | «In Too Deep»                               | Tijana Bogićević                  | Elecció interna ??-03-2017                                                       |
| Sèrbia RTS             | En el fons                                  | Anglès                            | Elecció interna ??-03-2017                                                       |
| Suècia SVT             | «I can't go on»                             | Robin Bengtsson                   | Melodifestivalen 2017, 11-03-2017                                                |
| Suècia SVT             | No puc continuar                            | Anglès                            | Melodifestivalen 2017, 11-03-2017                                                |
| Suïssa SRG SSR         | «Apollo»                                    | Timebelle                         | Die Große Entscheidungsshow 2017, 05-02-2017                                     |
| Suïssa SRG SSR         | Apol·lo                                     | Anglès                            | Die Große Entscheidungsshow 2017, 05-02-2017                                     |
| Ucraïna UA:PBC         | «Time»                                      | O.Torvald                         | Final nacional, 25-02-2017                                                       |
| Ucraïna UA:PBC         | Temps                                       | Anglès                            | Final nacional, 25-02-2017                                                       |

### Artistes que retornen
- Azerbaidjan: Dihaj: Va participar com a corista en la posada en escena del seu país en l'edició anterior amb la cançó «Miracle» de Samra Rahimli quedant en la posició número 17.
- Geòrgia: Tako Gachechiladze: Fou elegida representant de Geòrgia al Festival d'Eurovisió 2009 com a integrant del grup Stephane & 3G amb la cançó «We do not wanna put in», però la cançó va ser desqualificada per contenir contingut polític.
- Israel: Imri Ziv: Va participar com a corista en la posada en escena del seu país el 2015 i 2016.
- Països Baixos: O'G3NE: El trio va representar els Països Baixos al Festival de la Cançó d'Eurovisió Junior 2007 com Lisa, Amy & Shelley amb la cançó «A m it, am uit», quedant en la posició número 11.
- Eslovènia: Omar Naber: Va representar a Eslovènia al Festival de la Cançó d'Eurovisió en l'any 2005, quedant en 12è lloc en la semifinal amb 69 punts.
- Estònia: Koit Toome & Laura Põldvere: Van representar a Estònia en el Festival de la Cançó d'Eurovisió 1998 i 2005 respectivament, el primer en solitari quedant en 12a posició i la segona com a integrant del grup femení Suntribe, no aconseguint el pas a la final.
- Moldàvia: SunStroke Project: Van representar a Moldàvia en Festival de la Cançó d'Eurovisió en l'any 2010 juntament amb Olia Tira, quedant en 22a posició en la final amb 27 punts.
- San Marino: Valentina Monetta: Va representar a San Marino a 3 oportunitats consecutives. Va participar en 2012 amb la cançó "The Social Network Song (Oh Oh Uh Oh Oh)", quedant de lloc 14 en la semifinal amb 31 punts, després va fer la seva reaparició en 2013 amb la cançó "Crisalide (Vola)", quedant amb 11è lloc amb 47 punts, a portes de la gran final i el 2014 amb la cançó "Maybe", classificant al seu país en la final per primera vegada, quedant amb 24è lloc amb 14 punts. És la tercera intèrpret solista que va per quarta vegada al festival, després del belga FUD Leclerc, que va fer el mateix per Bèlgica en els anys 1956, 1958, 1960 i 1962, i la suec noruega Elisabeth Andreassen, que va participar en 1982 representant a Suècia com a part del grup Xips; el 1985, representant a Noruega com a part del duo Bobbysocks, guanyant el certamen; el 1994, de nou per Noruega, a duo amb Jan Werner Danielsen; i finalment en 1996, exercint d'amfitriona a Oslo i finalitzant segona, només per darrere d'Irlanda. A més, Monetta és la segona artista femenina a fer-ho, així com la segona intèrpret en realitzar-lo en representació d'un mateix país.
- Sèrbia: Tijana Bogićević: Va participar com a corista en la posada en escena del seu país en el Festival de la Cançó d'Eurovisió 2011.

### Sorteig de semifinals
Els components del Big Five (Alemanya, Espanya, França, Itàlia i Regne Unit) i l'amfitrió Ucraïna tindran garantit el seu pas a la final d'Eurovisió 2017 que se celebrarà el 13 de maig.
Els altres 37 països van haver de guanyar-se aquest lloc en la semifinal. 18 d'ells s'enfrontaran en la primera semifinal del 9 de maig mentre que els altres 18 restants faran el mateix l'11 de maig. Els deu més votats de cada semifinal aconseguiran el pas a la gran final. El sorteig per decidir en què semifinal actuaria cada candidatura i en quina meitat (primera meitat o segona meitat) es va dur a terme el 31 gener 2017; per a això els països participants van ser repartits entre sis bombos en raó a la seva ubicació geogràfica i tendència en les votacions.
| Bombo 1                                                                           | Bombo 2                                                         | Bombo 3                                                       | Bombo 4                                                    | Bombo 5                                                         | Bombo 6                                                            |
| --------------------------------------------------------------------------------- | --------------------------------------------------------------- | ------------------------------------------------------------- | ---------------------------------------------------------- | --------------------------------------------------------------- | ------------------------------------------------------------------ |
| - Albània - Croàcia - Eslovènia - ARI de Macedònia - Montenegro - Sèrbia - Suïssa | - Dinamarca - Estònia - Finlàndia - Noruega - Suècia - Islàndia | - Armènia - Azerbaidjan - Belarús - Geòrgia - Israel - Rússia | - Bulgària - Xipre - Grècia - Hongria - Moldàvia - Romania | - Austràlia - Àustria - Txèquia - Malta - Portugal - San Marino | - Bèlgica - Irlanda - Letònia - Lituània - Països Baixos - Polònia |

## Festival

### Semifinals

(vermell) Països participants en la 1.ª semifinal.
(vermell clar) Països votants en la 1.ª semifinal.
(blau) Països participants en la 2.ª semifinal.
(blau clar) Països votants en la 2.ª semifinal.

#### Semifinal 1
La primera semifinal del Festival de la Cançó d'Eurovisió 2017 se celebrarà el 9 de maig de 2017, (21.00 hores CEST). 18 països participaran en aquest esdeveniment, a la recerca d'un dels 10 llocs per a la final. Un total de 21 països tindran dret a vot en aquest semifinal: els 18 participants més Espanya, Itàlia i Regne Unit, que ja es trobaven classificats directament a la final.
| Nº                     | País                   | Intèrpret(s)           | Cançó                  | Posició                | Punts                  |
| Primera meitat (01-09) | Primera meitat (01-09) | Primera meitat (01-09) | Primera meitat (01-09) | Primera meitat (01-09) | Primera meitat (01-09) |
| ---------------------- | ---------------------- | ---------------------- | ---------------------- | ---------------------- | ---------------------- |
| 01                     | Suècia                 | Robin Bengtsson        | «I Can't Go On»        | 03                     | 227                    |
| 02                     | Geòrgia                | Tako Gachechiladze     | «Keep the faith»       | 11                     | 99                     |
| 03                     | Austràlia              | Isaiah Firebrace       | «Don't Come Easy»      | 06                     | 160                    |
| 04                     | Albània                | Lindita Halimi         | «World»                | 14                     | 76                     |
| 05                     | Bèlgica                | Blanche                | «City Lights»          | 04                     | 165                    |
| 06                     | Montenegro             | Slavko Kalezić         | «Space»                | 16                     | 56                     |
| 07                     | Finlàndia              | Norma John             | «Blackbird»            | 12                     | 92                     |
| 08                     | Azerbaidjan            | Dihaj                  | «Skeletons»            | 08                     | 150                    |
| 09                     | Portugal               | Salvador Sobral        | «Amar Pelos Dois»      | 01                     | 370                    |
| Segona meitat (10-18)  |                        |                        |                        |                        |                        |
| 10                     | Grècia                 | Demy                   | «This Is Love»         | 10                     | 115                    |
| 11                     | Polònia                | Kasia Moś              | «Flashlight»           | 09                     | 119                    |
| 12                     | Moldàvia               | SunStroke Project      | «Hey Mamma»            | 02                     | 291                    |
| 13                     | Islàndia               | Svala Björgvinsdóttir  | «Paper»                | 15                     | 60                     |
| 14                     | Txèquia                | Martina Bárta          | «My Turn»              | 13                     | 83                     |
| 15                     | Xipre                  | Hovig                  | «Gravity»              | 05                     | 164                    |
| 16                     | Armènia                | Artsvik                | «Fly With Me»          | 07                     | 152                    |
| 17                     | Eslovènia              | Omar Naber             | «On my way»            | 17                     | 36                     |
| 18                     | Letònia                | Triana Park            | «Line»                 | 18                     | 21                     |

#### Semifinal 2
La segona semifinal del Festival de la Cançó d'Eurovisió 2017 se celebrarà l'11 de maig de 2017, (21.00 hores CEST). 19 països participaran en aquest esdeveniment, a la recerca d'un dels 10 llocs per a la final. Un total de 22 països tindran dret a vot en aquest semifinal: els 19 participants més Alemanya, França i Ucraïna, els que ja es trobaven classificats directament a la final.
| Nº                     | País                   | Intèrpret(s)                      | Cançó                    | Posició                | Punts                  |
| Primera meitat (01-10) | Primera meitat (01-10) | Primera meitat (01-10)            | Primera meitat (01-10)   | Primera meitat (01-10) | Primera meitat (01-10) |
| ---------------------- | ---------------------- | --------------------------------- | ------------------------ | ---------------------- | ---------------------- |
| 01                     | Sèrbia                 | Tijana Bogicévić                  | «In Too Deep»            | 11                     | 98                     |
| 02                     | Àustria                | Nathan Trent                      | «Running on air»         | 07                     | 147                    |
| 03                     | ARI de Macedònia       | Jana Burčeska                     | «Dance Alone»            | 15                     | 69                     |
| 04                     | Malta                  | Claudia Faniello                  | «Breathlessly»           | 16                     | 55                     |
| 05                     | Romania                | Ilinca & Alex Florea              | «Yodel It!»              | 06                     | 174                    |
| 06                     | Països Baixos          | O'G3NE                            | «Lights and Shadows»     | 04                     | 200                    |
| 07                     | Hongria                | Pápai Joci                        | «Origo»                  | 02                     | 231                    |
| 08                     | Dinamarca              | Anja Nissen                       | «Where I am?»            | 10                     | 101                    |
| 09                     | Irlanda                | Brendan Murray                    | «Dying To Try»           | 13                     | 86                     |
| 10                     | San Marino             | Valentina Monetta & Jimmie Wilson | «Spirit Of The Night»    | 18                     | 1                      |
| Segona meitat (11-18)  |                        |                                   |                          |                        |                        |
| 11                     | Croàcia                | Jacques Houdek                    | «My friend»              | 08                     | 141                    |
| 12                     | Noruega                | Jowst & Aleksander Walmann        | «Grab the Moment»        | 05                     | 189                    |
| 13                     | Suïssa                 | Timebelle                         | «Apollo»                 | 12                     | 97                     |
| 14                     | Belarús                | NAVI                              | «Historyja majho žyccia» | 09                     | 110                    |
| 15                     | Bulgària               | Kristian Kostov                   | «Beautiful Mess»         | 01                     | 403                    |
| 16                     | Lituània               | Fusedmarc                         | «Rain Of Revolution»     | 17                     | 42                     |
| 17                     | Estònia                | Koit Toome & Laura Põldvere       | «Verona»                 | 14                     | 85                     |
| 18                     | Israel                 | Imri Ziv                          | «I Feel Alive»           | 03                     | 207                    |

### Final
| Ordre | País          | Artista                        | Cançó                  | Traducció                   | Lloc | Punts |
| ----- | ------------- | ------------------------------ | ---------------------- | --------------------------- | ---- | ----- |
| 01    | Israel        | Imri                           | I Feel Alive           | Em sento viu                | 23   | 39    |
| 02    | Polònia       | Kasia Moś                      | Flashlight             | Torxa                       | 22   | 64    |
| 03    | Belarús       | NAVI                           | Historyja majho žyccia | La història de la meva vida | 17   | 83    |
| 04    | Àustria       | Nathan Trent                   | Running on Air         | Als àngels                  | 16   | 93    |
| 05    | Armènia       | Artsvik                        | Fly with Me            | Vola amb mi                 | 18   | 79    |
| 06    | Països Baixos | O'G3NE                         | Lights and Shadows     | Llums i ombres              | 11   | 150   |
| 07    | Moldàvia      | SunStroke Project              | Hey Mamma!             | He mamà                     | 3    | 374   |
| 08    | Hongria       | Joci Pápai                     | Origo                  | Orígens                     | 8    | 200   |
| 09    | Itàlia        | Francesco Gabbani              | Occidentali's Karma    | Karma dels occidentals      | 6    | 334   |
| 10    | Dinamarca     | Anja Nissen                    | Where I Am             | On em trobo                 | 20   | 77    |
| 11    | Portugal      | Salvador Sobral                | Amar pelos dois        | Estimar pels dos            | 1    | 758   |
| 12    | Azerbaidjan   | Dihaj                          | Skeletons              | Esquelets                   | 14   | 120   |
| 13    | Croàcia       | Jacques Houdek                 | My Friend              | Amic meu                    | 13   | 128   |
| 14    | Austràlia     | Isaiah                         | Don't Come Easy        | No vinguis fàcilment        | 9    | 173   |
| 15    | Grècia        | Demy                           | This Is Love           | Això és amor                | 19   | 77    |
| 16    | Espanya       | Manel Navarro                  | Do It for Your Lover   | Fes-ho pel teu estimat      | 26   | 5     |
| 17    | Noruega       | JOWST feat. Aleksander Walmann | Grab the Moment        | Agafa el moment             | 10   | 158   |
| 18    | Regne Unit    | Lucie Jones                    | Never Give Up On You   | Mai renunciar a tu          | 15   | 111   |
| 19    | Xipre         | Hovig                          | Gravity                | Gravitat                    | 21   | 68    |
| 20    | Romania       | Ilinca et Alex Florea          | Yodel It!              | Iòdel!                      | 7    | 282   |
| 21    | Alemanya      | Levina                         | Perfect Life           | Vida perfecta               | 25   | 6     |
| 22    | Ucraïna       | O.Torvald                      | Time                   | Temps                       | 24   | 36    |
| 23    | Bèlgica       | Blanche                        | City Lights            | Llums de la ciutat          | 4    | 363   |
| 24    | Suècia        | Robin Bengtsson                | I Can't Go On          | No puc continuar            | 5    | 344   |
| 25    | Bulgària      | Kristian Kostov                | Beautiful Mess         | Bell desordre               | 2    | 615   |
| 26    | França        | Alma                           | Requiem                | Rèquiem                     | 12   | 135   |

### Portaveus
- Àustria - Katharina Bellowitsch (Presentadora de radio y TV)
- Belarús - Alyona Lanskaya (Representante belarussa del Festival de la Cançó d'Eurovisió 2013)
- Espanya - Nieves Álvarez (Modelo y presentadora de TV)
- França - Élodie Gossuin (Presentadora de TV y portavoz de Francia en el Festival de la Cançó d'Eurovisió 2016, Miss Francia 2001)
- Geòrgia - Nika Kocharov (Representant georgià del Festival de la Cançó d'Eurovisió 2016)
- Letònia - Aminata Savadogo (Representante letona del Festival de la Cançó d'Eurovisió 2015)
- Països Baixos - Douwe Bob (Representante neerlandés del Festival de la Cançó d'Eurovisió 2016)
- San Marino - Lia Fiorio y Gigi Restivo
- Suècia - Wiktoria Johansson (Participante del Melodifestivalen 2016 y del Melodifestivalen 2017)
- Ucraïna - Pavlo Shylko (Presentador del Festival de la Cançó d'Eurovisió 2005)

### Retransmissió i comentaristes

#### Països participants
- Alemanya (One): Peter Urban (Tots els esdevediments)
  - (NDR Fernsehen): Peter Urban (Tots els esdevediments)
  - (Das Erste): Peter Urban (Final)

- Austràlia (SBS): Myf Warhurst i Joel Creasey (Tots els esdevediments)
- Bèlgica (La Une): Maureen Louys i Jean-Louis Lahaye (Tots els esdevediments)
  - (één y Radio 2): Peter Van de Veire

- Croàcia (HRT1): (Tots els esdevediments)
  - (HR 2): (Tots els esdevediments)

- Dinamarca (DR1): Ole Tøpholm (Tots els esdevediments)
- Espanya (La 1, La 1 HD i TVE Internacional): José María Iñigo i Julia Varela (Final)
  - (La 2) (Semifinals)

- Finlàndia (Yle TV1) (Primera semifinal)
  - (Yle TV2) (Segona semifinal i final)

- França (France 2): Marianne James, Stéphane Bern i Amir Haddad (Final) 
  - (France 4): Marianne James i Jarry (Semifinals)

- Grècia (Veu de Grècia, ERT1, ERT HD, ERT World i ERA 1): Giorgos Kapoutzidis i Maria Kozakou (Tots els esdevediments)
- Hongria (Duna TV)
- Itàlia (Rai 4): Andrea Delogu i Ema Stokholma
  - (Rai 1): Flavio Insinna i Federico Russo

- Israel (IPBC)
- Polònia (Telewizja Polska): Artur Orzech
- Portugal (RTP1 i RTP Internacional): José Carlos Malato
- Regne Unit (BBC Four): Mel Giedroyc i Scott Mills (Semifinals)
  - (BBC One): Graham Norton (Final)
  - (BBC Radio 2) (Final)

- San Marino (SMtv San Marino i San Marino RTV): Lia Fiorio i Gigi Restivo (Tots els esdevediments)
- Sèrbia (RTS1)
- Ucraïna (UA:PBC): Pavlo Shylko (Tots els esdevediments)
- Suècia Måns Zelmerlöw

#### Països no participants
- R.P. de la Xina (Hunan TV)
- Kazakhstan (Khabar Agency)
- Estats Units Michelle Visage i Ross Mathews (Només Final) (Logo TV)

## Altres països
L'elegibilitat per a la participació potencial al Festival de la Cançó d'Eurovisió requereix una emissora nacional que sigui membre actiu de la UER que hagi de ser capaç de transmetre el concurs a través de la xarxa d'Eurovisió. La UER va enviar invitacions per participar en els cinquanta-sis membres actius i a un membre associat (Austràlia). Quaranta-tres països han confirmat que estaran al festival.

### Membres actius de la UER
- Andorra: RTVA va anunciar el 19 maig 2016 que no estan considerant participar en el concurs, i van afegir que no és logísticament possible per raons econòmiques.
- Bòsnia i Hercegovina: Es desconeix si BHRT estarà en condicions de participar en el concurs, després que el 25 de maig de 2016 revelés que la UER va amenaçar de retirar a la cadena bosniana tots els serveis causa de la falta de pagament i els deutes valorats en un total de 6 milions de francs suïssos (5,4 milions d'euros). L'emissora va tenir de termini fins al 8 de juny per resoldre part dels seus deutes sota amenaça de ser expulsats de la UER, donant com a resultat, entre altres coses, la incapacitat per a participar en el concurs. BHRT va anunciar el 30 de maig que deixarien de transmetre emissions procedents de la UER el 30 de juny a causa de l'acumulació de deutes de l'emissora i de l'entitat emissora de ràdio en l'àmbitregional, RTRS, per un total de 25 milions.
- Eslovènia: La cadena nacional eslovaca, RTVS, va explicar el dia 12 abril 2016 que l'absència del país en el concurs des del 2012 es va deure als costos involucrats en la participació. L'encarregat de l'emissora, Juraj Kadáš, va constatar que el concurs és un projecte atractiu, però que l'emissora té ja la seva pròpia estratègia de programació i el finançament de la producció televisiva nacional té prioritat sobre una possible participació en el concurs. L'emissora també va indicar que la participació en el concurs es discutirà més endavant en l'any 2016. L'emissora va anunciar el 6 setembre 2016 que encara han de prendre una decisió respecte a la participació. El 24 d'octubre, RTVS va confirmar que Eslovàquia no participaria en el concurs.
- Luxemburg: La directora executiva de RTL va anunciar el 19 de maig de 2016 que no hi havia plans perquè el país participés en 2017. No obstant això, el 21 de juny de 2016, la Comissió de Peticions del Govern de Luxemburg va rebre cinc peticions sobre diverses qüestions en relació amb el país. Una de les peticions era perquè el país tornés a Eurovisió. Per tant, el Govern del país durà a terme un debat per discutir les propostes que figuren en la petició, i el possible retorn del país al concurs. L'emissora va reiterar la seva intenció de no participar el 22 d'agost del 2016.
- Mònaco: TMC va anunciar el 19 d'agost de 2016 que Mònaco no participarà en el festival del 2017.
- Turquia: TRT va emetre un comunicat per escrit a la UER el 12 de maig de 2016, declarant que està planejada la participació en el concurs, però no se sap fins al moment si seguiran endavant amb la participació en el concurs. Diversos informes en els últims anys afirmaven que Turquia tornaria a la competició, però no s'ha donat el cas després de la seva retirada el 2013. El país es va retirar a causa del seu descontentament per la introducció d'un sistema de votació mixta per al concurs i la classificació prèvia del «Big Five» per a la final. El 28 de setembre, es va informar que els mitjans de comunicació turcs van anunciar que Turquia prendria una decisió sobre la seva participació a principis d'octubre. Diverses fonts de notícies havien informat que hi havia diverses organitzacions no governamentals que estaven cooperant per persuadir els turcs per tornar al concurs del 2017. Es va anunciar el 23 d'octubre que el director general de NTU va afirmar que la TRT es va negar a participar; aquesta informació va ser confirmada l'endemà.

### Membres associats de la UER
- Kazakhstan: Khabar Agency es va convertir en membre associat de la UER l'1 de gener de 2016, fent possible el seu debut en un futur. No obstant això, la UER va anunciar el 28 de setembre que Khabar Agency va ser incapaç de debutar al concurs 2016 a causa que no era membre actiu, i que estaven revisant les regles per al concurs del 2017, que poguessin incloure l'obertura de la possibilitat que Khabar Agency faci el seu debut al concurs. Finalment, Kazakhstan no es va incloure en la llista oficial de participants publicada el 31 d'octubre del 2016.

### Membres no actius de la UER
- Estats Units: Després de l'actuació de Justin Timberlake durant l'interval de la final del concurs del 2016, es va especular que els Estats Units poguessin debutar en el concurs en un futur, similar a l'actuació de Jessica Mauboy durant l'interval de la segona semifinal de l'edició del 2014 i el posterior debut d'Austràlia en el concurs del 2015. l'emissora americana, Logo TV va retransmetre la gran final del concurs del 2016. No obstant això, a diferència de l'emissora SBS australiana, Logo TV no és ni membre associat ni actiu de la UER.
- Kosovo: El portal de notícies albanès Koha va informar el 6 d'abril de 2016 que el director general d'RTK, Mentor Shala, havia anunciat en una conferència de premsa que Kosovo havia estat convidat a participar en el festival del 2017 i que prendrien la decisió d'acceptar-la o no més tard. Tanmateix, això va ser desmentit, després que Shala en un comunicat el 7 d'abril digués que els seus comentaris van ser mal interpretats per Koha, i el que en realitat volia dir era que la Comissió d'Eurovisió va convidar a RTK per decidir l'acceptació o no del país en el certamen, no depenent de la RTK. Això va ser sostingut per una declaració de la UER.
- Liechtenstein: 1FLTV va anunciar el 21 de setembre 2016 que no farien el seu debut en el concurs del 2017. L'emissora ha manifestat la seva intenció de debutar en un futur en el concurs, en rebre l'ajuda financera de la política del Govern de Liechtenstein cap a l'adhesió activa de la UER i els costos associats amb una possible participació.

Els membres restants de la UER ( Marroc,  Algèria,  Tunísia,  Líbia,  Egipte,  Líban i  Jordània) no han participat mai al Festival (excepte el Marroc el 1980) i tampoc han mostrat un veritable interès a fer-ho, per raons culturals, polítiques i econòmiques.
L'ens televisiu 1FLTV, única televisió que opera amb seu a Liechtenstein, va presentar la seva candidatura a convertir-se en un nou membre actiu de la UER, la qual cosa permetria a aquest país participar en el Festival del 2018; però, de moment, aquesta no ha estat acceptada per l'organisme europeu.

## Incidències

### Presentació de la cançó francesa
France 2, l'emissora nacional de França, havia anunciat a Alma com el seu representant amb la cançó Requiem el 9 de febrer de 2017. Es va descobrir durant la setmana del 17 febrer 2017 que la cançó de l'artista havia estat gravada i realitzada abans del termini de presentació de la UER l'1 de setembre de 2016, el que violava la política d'enviament de cançons de la UER. Investigacions addicionals mostren que la cançó d'Alma es va realitzar a finals de gener del 2015. Ara, la cançó d'Alma, "Requiem" està en 2 idiomes, francès i anglès.

### Selecció d'artistes russos
Channel One va revelar a Yuliya Samoylova com la seva artista triada per a Eurovisió 2017 el 12 de març de 2017. Enmig de les controvèrsies de la llista negra proposada pel ministre de Cultura d'Ucraïna de diversos artistes russos d'entrar al país, el ministre ha insistit que aquesta llista negra seguiria vigent durant el concurs. El Cap de Delegació de Rússia, el Jurat Aksyuta, va declarar que: "Yuliya Samoylova és una cantant original, una noia encantadora i una competidora experimentada. Crec que l'11 de maig, milions d'espectadors de tot el món compartiran aquest sentiment amb nosaltres." Fonts revelen que Yuliya Samoylova havia actuat a Kerch, una de les ciutats de Crimea, el 2015, més d'un any després que els russos haguessin annexat el territori, fet que ha portat a les forces de seguretat ucraïneses a investigar si aquest esdeveniment passat a considerar a la cantant no elegible per entrar a Ucraïna i competir en el concurs.

## Àlbum oficial
Eurovision Song Contest: Kyiv 2017 és l'àlbum oficial del festival, elaborat per la Unió Europea de Radiodifusió. Es llançarà digitalment mitjançant Universal Music Group el 21 de abril de 2017 i físicament el 28 d'abril. L'àlbum consta de les 43 cançons participants, incloent les semifinalistes que no aconsegueixin passar a la final.
CD 1
| Núm. | Títol                                 | Durada |
| ---- | ------------------------------------- | ------ |
| 1.   | ««World» (Albània)»                   |        |
| 2.   | ««Fly with Me» (Armènia)»             |        |
| 3.   | ««Running on Air» (Àustria)»          | 2:43   |
| 4.   | ««Don't Come Easy» (Austràlia)»       | 3:07   |
| 5.   | ««Skeletons» (Azerbaidjan)»           | 2:59   |
| 6.   | ««City Lights» (Bèlgica)»             | 2:54   |
| 7.   | ««Beautiful Mess» (Bulgària)»         | 3:00   |
| 8.   | ««Story of My Life» (Bielorrusia)»    | 2:59   |
| 9.   | ««Apollo» (Suïssa)»                   | 2:59   |
| 10.  | ««Gravity» (Xipre)»                   | 2:59   |
| 11.  | ««My Turn» (República Txeca)»         |        |
| 12.  | ««Perfect Life» (Alemanya)»           | 3:01   |
| 13.  | ««Where I Am» (Dinamarca)»            | 2:59   |
| 14.  | ««Verona» (Estonia)»                  | 3:16   |
| 15.  | ««Do It for Your Lover» (Espanya)»    | 3:24   |
| 16.  | ««Blackbird» (Finlàndia)»             | 3:07   |
| 17.  | ««Requiem» (França)»                  | 3:03   |
| 18.  | ««Never Give Up on You» (Regne Unit)» | 3:00   |
| 19.  | ««Keep The Faith» (Geòrgia)»          |        |
| 20.  | ««This Is Love» (Grècia)»             | 3:06   |
| 21.  | ««My Friend» (Croàcia)»               | 3:00   |
| 22.  | ««Origo» (Hongría)»                   | 3:23   |

CD 2
| Núm. | Títol                                  | Durada |
| ---- | -------------------------------------- | ------ |
| 1.   | ««Dying to Try» (Irlànda)»             |        |
| 2.   | ««I Feel Alive» (Israel)»              | 3:00   |
| 3.   | ««Paper» (Islàndia)»                   | 3:00   |
| 4.   | ««Occidentali's Karma» (Itàlia)»       | 3:08   |
| 5.   | ««Rain of Revolution» (Lituània)»      |        |
| 6.   | ««Line» (Letónia)»                     | 3:06   |
| 7.   | ««Hey, Mamma!» (Moldávia)»             | 2:59   |
| 8.   | ««Space» (Montenegro)»                 |        |
| 9.   | ««Dance Alone» (Macedònia (ARI))»      |        |
| 10.  | ««Breathlessly» (Malta)»               | 3:00   |
| 11.  | ««Lights and Shadows» (Països Baixos)» | 3:00   |
| 12.  | ««Grab the Moment» (Noruega)»          | 2:55   |
| 13.  | ««Flashlight» (Polónia)»               | 3:00   |
| 14.  | ««Amar pelos dois» (Portugal)»         | 3:05   |
| 15.  | ««Yodel It!» (Rumania)»                |        |
| 16.  | ««In Too Deep» (Sèrbia)»               |        |
| 17.  | ««Flame Is Burning» (Russia)»          | 3:03   |
| 18.  | ««I Can't Go On» (Suècia)»             |        |
| 19.  | ««On My Way» (Eslovènia)»              |        |
| 20.  | ««Spirit of the Night» (San Marino)»   | 3:06   |
| 21.  | ««Time» (Ucraïna)»                     | 3:06   |